# Laura Lamiel
Laura Lamiel (Morlaix, Francia, 1943) es una artista francesa que vive y trabaja en Le Pré-Saint -Gervais. 

## Trayectoria profesional
Inició su actividad artística en los años ochenta del siglo XX, y desde entonces no ha parado de ampliarla y hacerla más compleja. Su obra está dominada por el color blanco y los elementos angulares, a los que posteriormente ha ido añadiendo objetos encontrados, que aportan una dimensión precaria, llena de pensamientos, en el núcleo de su trabajo creativo.
Su trabajo ha estado presente en numerosas exposiciones en Francia, pero también en el extranjero, sobre todo en el museo de arte contemporáneo de San Pablo (2006), el Museo de Arte Moderno de Río de Janeiro (2009 ) y en el Centro Pompidou cuando participó en la exposición Elles@centrepompidou (2009-2010).
Se encuentran obras suyas en varias colecciones públicas, como el Museo de Arte Moderno de Río de Janeiro, el Museo de Arte Moderno de París, el Museo de Grenoble, el Fondo Municipal de Arte Contemporáneo de la Ciudad de París, el Fondo Nacional de Arte Contemporáneo o el Fondo Regional de Arte Contemporáneo de Alsacia. Su obra se pudo contemplar en Barcelona en 1982, en el Espacio 10 de la Fundación Joan Miró.